# Municipio de Osceola (condado de Houghton)
El municipio de Osceola (en inglés, Osceola Township) es un municipio del condado de Houghton, Míchigan, Estados Unidos. Tiene una población estimada, a mediados de 2022, de 1836 habitantes.

## Geografía
Se localiza en las coordenadas 47°11′34″N 88°28′56″O / 47.19278, -88.48222. Según la Oficina del Censo, tiene una superficie total de 67.3 km², de los cuales 64.3 km² corresponden a tierra firme y 3.0 km² están cubiertos de agua.

## Demografía
Según el censo de 2020, en ese momento había 1822 personas residiendo en la zona. La densidad de población era de 28.3 hab./km². El 95.9 % de los habitantes eran blancos, el 0.1 % era afroamericano, el 0.2 % eran amerindios, el 0.5 % eran asiáticos, el 0.1 % era isleño del Pacífico, el 0.3% eran de otras razas y el 2.9 % eran de una mezcla de razas. Del total de la población, el 0.7 % son hispanos o latinos de cualquier raza.